# Siphona impropria
Siphona impropria là một loài ruồi trong họ Tachinidae.